# ベリック条約 (1639年)
ベリック条約（Treaty of Berwick）は、1639年6月18日に、イングランド北部の町ベリック・アポン・ツイードで、イングランド王兼スコットランド王チャールズ1世とスコットランド国民盟約（盟約派）が結んだ第1次主教戦争の講和条約。

## 概要
イングランド国教会制度導入に反対してスコットランドで反乱を起こした国民盟約を討伐するつもりだったチャールズ1世だが、自軍がとても戦えない状態にあるため早々に戦争を断念、盟約派と和睦した。チャールズ1世は盟約派の主張をそのまま裁可、宗教的介入を撤回することを約束、盟約派は軍解散を約束した。宗教問題はスコットランド教会総会で、政治問題はスコットランド議会で解決することも定められた。
だが、チャールズ1世は約束を守る気は無く、条約は再軍備のための時間稼ぎに過ぎなかった。彼は戦費課税のため1640年4月に短期議会を召集したが、自分の専制を非難され課税の同意を得られず解散、止む無く東インド会社からの胡椒差し押さえと廉売およびアイルランド議会からの援助で軍を召集した。だが前よりお粗末なイングランド軍は第2次主教戦争で盟約派に8月のニューバーンの戦いで敗走、チャールズ1世は10月26日にリポン条約を締結し事実上の降伏を余儀無くされた。